# Petter Lang den yngre
Petter Lang, född 1727, död 1780, var en svensk målare och kyrkomålare.
Han var son till Klas Lang och Katarina Elisabet Röling och bror till Klas Lang. Han fick sin grundläggande utbildning till konstnär av sin far och tillsammans med honom och sin bror utförde han ett stort antal målningar i kyrkor på Åland och i Finland. Han reste 1749 till Petersburg och var därefter under 30 års tid bosatt och verksam i Viborg.  